# Autopista AP-9V
Die Autopista AP-9V oder Autopista del Atlántico ist eine Autobahn in Spanien. Die Autobahn beginnt in Autopista AP-9 und endet in Vigo.

## Größere Städte an der Autobahn
- Vigo